# Apogonia imugana
Apogonia imugana är en skalbaggsart som beskrevs av Moser 1924. Apogonia imugana ingår i släktet Apogonia och familjen Melolonthidae. Inga underarter finns listade i Catalogue of Life.